# Valier (Montana)
Valier és una població dels Estats Units a l'estat de Montana. Segons el cens del 2000 tenia 498 habitants.

## Demografia
Segons el cens del 2000, Valier tenia 498 habitants, 220 habitatges, i 143 famílies. La densitat de població era de 161,6 habitants per km².
Dels 220 habitatges en un 29,5% hi vivien nens de menys de 18 anys, en un 53,2% hi vivien parelles casades, en un 7,3% dones solteres, i en un 35% no eren unitats familiars. En el 33,2% dels habitatges hi vivien persones soles el 18,6% de les quals corresponia a persones de 65 anys o més que vivien soles. El nombre mitjà de persones vivint en cada habitatge era de 2,26 i el nombre mitjà de persones que vivien en cada família era de 2,87.
Per edats la població es repartia de la següent manera: un 24,5% tenia menys de 18 anys, un 5% entre 18 i 24, un 24,1% entre 25 i 44, un 26,1% de 45 a 60 i un 20,3% 65 anys o més.
L'edat mediana era de 43 anys. Per cada 100 dones de 18 o més anys hi havia 94,8 homes.
La renda mediana per habitatge era de 30.000 $ i la renda mediana per família de 36.750 $. Els homes tenien una renda mediana de 25.156 $ mentre que les dones 16.875 $. La renda per capita de la població era de 14.862 $. Aproximadament el 7,9% de les famílies i el 8,4% de la població estaven per davall del llindar de pobresa.

## Poblacions més properes
El següent diagrama mostra les poblacions més properes.